# Thomas Pierrepoint
Thomas William Pierrepoint (Sutton Bonington, 6 oktober 1870 - Bradford, 11 februari 1954) was een Engels beul. 
Thomas Pierrepoint was de oudere broer van Henry en de oom van Albert.
Aangespoord door Henry startte hij zijn beulscarrière in 1906. Tot op hoge leeftijd executeerde hij mensen. Bij een medische controle in 1940 werd getwijfeld aan zijn lichamelijke en geestelijke conditie. Hij ging officieel niet met pensioen, maar zijn naam verdween van de lijst van beulen, waardoor hij niet meer gevraagd werd.
In totaal executeerde Thomas meer dan 300 mensen in Engeland, Wales, Ierland, Duitsland en Cyprus.
Thomas overleed in het huis van zijn dochter op 83-jarige leeftijd.

## Bekende executies
- Frederick Seddon
- 13 Amerikaanse militairen tijdens de Tweede Wereldoorlog in Shepton Mallet military Prison in Somerset.